# L'aiuto
L'aiuto (The Help) è un romanzo del 2009 scritto da Kathryn Stockett, pubblicato in Italia da Arnoldo Mondadori Editore, incentrato sulla figura di alcune domestiche afroamericane che lavorano per famiglie bianche a Jackson (Mississippi), durante gli anni sessanta; il periodo delle rivendicazioni dei diritti dei neri e i discorsi di Martin Luther King.
L'aiuto è il primo romanzo della Stockett, la cui stesura ha richiesto ben cinque anni. Inizialmente rifiutato da numerosi agenti letterari, il romanzo è stato pubblicato nel 2009 in 35 paesi, diventato ben presto un best seller.
Il romanzo è raccontato dal punto di vista di tre narratrici: Aibileen Clark, una domestica afroamericana di mezza età che ha trascorso la sua vita educando i figli dei bianchi e che ha da poco perso il suo unico figlio in un incidente sul lavoro; Minny Jackson, una domestica afroamericana il cui caratteraccio l'ha portata più volte a essere licenziata dai suoi datori di lavoro, nonostante il bisogno costante di denaro per mantenere la sua numerosa famiglia; e infine Eugenia Phelan, detta "Skeeter", una giovane ragazza bianca neolaureata con aspirazioni da scrittrice.
Dopo la distribuzione in Italia dell'adattamento cinematografico, il romanzo è stato ripubblicato da Arnoldo Mondadori Editore a inizio 2012 con il titolo originale The Help.

## Trama
Il romanzo è ambientato all'inizio degli anni '60 a Jackson, nel Mississippi, ed è raccontato principalmente dal punto di vista in prima persona di tre donne: Aibileen Clark, Minny Jackson ed Eugenia "Skeeter" Phelan.
Aibileen è una domestica nera che si prende cura dei bambini delle famiglie dei bianchi e si occupa di faccende domestiche; ha perso il figlio ventenne a causa di un incidente sul lavoro tre anni prima dell'inizio della storia. Il suo principale lavoro è a casa della famiglia Leefolt, dove è la badante della piccola Mae Mobley, trascurata pesantemente dalla madre. Minny è a sua volta una domestica nera con una numerosa famiglia a carico, che viene licenziata di continuo essendo senza peli sulla lingua. Skeeter, invece, è la secondogenita e unica figlia femmina di una ricca famiglia bianca che possiede una fattoria dove producono cotone; è appena tornata a casa dopo essersi laureata all'Università del Mississippi e desidera diventare scrittrice contro il volere della madre, che vorrebbe solo che si sposasse con un buon partito e diventasse una brava moglie e madre casalinga.
Skeeter si sorprende nell'apprendere che l'affezionata domestica afroamericana che l'ha cresciuta, Constantine, se n'è andata da casa mentre lei era al college, nonostante si fosse mantenuta in contatto con lei attraverso una corrispondenza e le avesse detto che aveva una sorpresa da mostrarle al suo ritorno. Skeeter cerca di indagare per scoprire cosa sia successo alla donna, ma tutti evitano di risponderle. Skeeter realizza la disparità che vige tra domestiche nere e i loro padroni bianchi, quindi decide di scrivere un libro nel quale raccogliere le testimonianze di alcune domestiche afroamericane sui loro lavori nelle case dei bianchi ricchi. Un'editrice accetta di pubblicare il libro, ma inizialmente Skeeter non trova nessuna disposta a collaborare, per timori di ripercussioni visto il clima profondamente razzista della città e del Sud in generale.
Per guadagnare qualcosa, Skeeter accetta di scrivere in una rubrica di consigli domestici sul giornale locale; non avendo esperienza in materia chiede aiuto ad Aibileen e questo le porta a stringere una certa amicizia. Dopo molte esitazioni, Aibileen comincia ad aiutare Skeeter nella stesura del libro e riesce a coinvolgere anche Minny nel progetto, sotto assicurazione che le loro identità resteranno anonime.
La frequentazione di Skeeter con le cameriere nere genere l'irritazione di Hilly Holbrook, la donna più influente della città ed ex amica di Skeeter, profondamente avversa all'integrazione razziale. In passato aveva cercato di costringere Minny a lavorare per lei spargendo la falsa voce che rubasse affinché nessuno l'assumesse e Minny, per ripicca, le aveva servito una torta al cioccolato contenente presumibilmente escrementi. Hilly continua ad usare la sua posizione per rendere sempre più difficile la vita degli afroamericani in città, finché non fa arrestare con il massimo della pena la sua domestica, Yule May, dopo che quest'ultima gli ruba un anello di scarso valore per pagare la tassa universitaria ai suoi figli in quanto Hilly le aveva rifiutato un prestito. L'accaduto porta numerose domestiche nere ad accettare di farsi intervistare da Skeeter, nonostante il pericolo.
Skeeter apprende che Constantine aveva una figlia nata con la pelle bianca, che aveva dato in adozione quando era piccola. Anni dopo l'aveva contattata per riallacciare i rapporti, ma la figlia aveva fatto infuriare la madre di Skeeter atteggiandosi come una bianca e mancandole di rispetto davanti ai suoi insulti, quindi Constantine era stata licenziata e costretta a trasferirsi a Chicago, dov'è morta.
Il libro viene pubblicato e ottiene un discreto successo, venendo acclamato soprattutto tra le domestiche nere. Gli abitanti di Jackson capiscono rapidamente che nel libro si parla di loro; in particolare Hilly intuisce il ruolo di Skeeter e minaccia di citarla in giudizio per diffamazione, ma è costretta a desistere in quanto nel libro si fa riferimento all'incidente della torta al cioccolato e non vuole che le persone lo colleghino a lei. Su incitazione di Aibileen e di Minny, Skeeter decide di lasciare Jackson per farsi una vita migliore.
Hilly cerca comunque di vendicarsi attaccando le domestiche coinvolte nella scrittura del romanzo: fa licenziare il marito violento di Minny dicendogli esplicitamente che è colpa della moglie, spingendolo a reagire con aggressività, ma Minny usa la sua nuova indipendenza economica per andarsene con i figli. Poi accusa Aibileen di aver rubato dell'argenteria per istigare Elizabeth Leefolt a licenziarla e farla arrestare; Aibileen minaccia di rivelare la verità sulla storia della torta per evitare la denuncia, poi saluta Mae Mobley raccomandandole un'ultima volta di andare sempre oltre i pregiudizi.

## Adattamento cinematografico
Nel 2011 è stato realizzato un adattamento cinematografico diretto da Tate Taylor. Tra le interpreti principali del film figurano Emma Stone, Viola Davis, Octavia Spencer, Allison Janney, Jessica Chastain e Bryce Dallas Howard.

## Edizioni
- Kathryn Stockett, L'aiuto, traduzione di Paola Frezza Pavese, Arnoldo Mondadori Editore, 2009,  p. 522, ISBN 978-88-04-59879-4.
- Kathryn Stockett, The Help, traduzione di Paola Frezza Pavese, Arnoldo Mondadori Editore, 2012,  p. 524, ISBN 88-04-61782-9.

## Nella cultura di massa

### Cinema
- La copertina compare nel film Come ti rovino le vacanze (J. F. Daley e J. Goldstein, 2015).